# Juan Soria Díaz
Juan E. Soria Díaz (Lima, 29 de junio de 1930) es un almirante en retiro y político peruano. Fue comandante general de la Marina de Guerra del Perú; presidente del Comando Conjunto de las Fuerzas Armadas del Perú, de 1987 a 1988, y ministro del Interior del primer gobierno de Alan García, de 1988 a 1989.

## Biografía

### Carrera militar
Nacido en Lima, ingresó a la Escuela Naval del Perú el 25 de febrero de 1948 y egresó el 1 de enero de 1953 como alférez de fragata. Sirvió en diversas unidades y desempeñó diversos cargos, entre ellos, el de agregado naval en el exterior.
En diciembre de 1972 fue ascendido al rango de capitán de Navío, por decreto ley del gobierno de Juan Velasco Alvarado. Años después fue ascendido a almirante.
El 1 de enero de 1987 asumió como Comandante General de la Marina. Fue luego presidente del Comando Conjunto de las Fuerzas Armadas del Perú, de 1987 a 1988.

### Ministro del Interior
El 16 de mayo de 1988, siendo ya almirante en retiro, juró como ministro del Interior del primer gobierno de Alan García, formando parte del gabinete ministerial presidido por Armando Villanueva del Campo.
Por entonces, el problema mayor que afrontaba el Perú era terrorismo de extrema izquierda, proveniente de Sendero Luminoso y el MRTA. El primer Villanueva era conocido por su línea dura con respecto a este problema y ello lo habría llevado a elegir como ministro del Interior al almirante Soria, conocido también por su posición radical frente al terrorismo. Era también la primera vez desde el inicio del gobierno de García que dicho despacho se encomendaba a un militar (aunque ya en retiro).
En declaraciones dadas al diario Expreso, publicadas el 22 de julio de 1988, Soria calculó en doce mil víctimas y aproximadamente diez mil millones de dólares las pérdidas materiales causados por el terrorismo desde su aparición en 1980. De ese número total de fallecidos, 4800 pertenecerían a las huestes subversivas y una cifra similar a campesinos y autoridades civiles. El 20% restante, 2400, serían militares y policías caídos en la lucha.
La gestión de Soria hizo del combate al terrorismo su punto medular. Comenzó por exigir al Congreso una legislación más severa para castigar a la acción terrorista, y que estableciera como delitos la pertenencia a una organización  subversiva, así como la posesión de armas, explosivos y municiones en general, pues todo ello se consideraba hasta entonces solo como faltas. También pidió que se entregara a la policía las tareas de investigar e interrogar a los acusados, que en ese entonces era labor de los fiscales.
En dicho periodo apareció también el Comando Rodrigo Franco, como un grupo paramilitar antisenderista, cuya primera víctima conocida fue Manuel Febres Flores, abogado de Osmán Morote, considerado como el número dos de Sendero Luminoso, que había sido capturado el año anterior. Este asesinato sucedió en julio de 1988.
En noviembre de 1988 viajó a la Argentina para participar en una reunión con los ministros del Interior de Brasil, Uruguay, Argentina, México y Venezuela.
Presentó su renuncia en marzo de 1989, que fue aceptada. El premier Armando Villanueva se hizo cargo del despacho del Interior por un corto periodo, hasta que en mayo asumió como nuevo ministro Agustín Mantilla, que hasta entonces había sido viceministro del Interior.